# Световен ден на книгата и авторското право
Световният ден на книгата и авторското право (на английски: World Book and Copyright Day (International Day of the Book; World Book Days)) е определен за честване от ЮНЕСКО при ООН.
С празнуването на този ден в целия свят ЮНЕСКО се стреми да насърчава четенето, издателска дейност и защитата на интелектуалната собственост чрез авторското право. Денят е празнуван за първи път през 1995 г.
23 април e символична дата за световната литература. На тази дата през 1616 г. са починали Сервантес, Шекспир и Инка Гарсиласо де ла Вега. Това е датата на раждане или смърт и на други изтъкнати автори като Морис Дрюон, Халдоур Лакснес, Владимир Набоков, Жозеп Пла и Мануел Валехо. Това прави естествен избора на Генералната конференция на ЮНЕСКО в този ден целия свят да отдаде почит на книгите и авторите им, насърчавайки всички и по-специално младите хора, да открият удоволствието от четенето и да зачетат приноса на тези, които допринасят за социално-културния прогрес на човечеството.
Идеята за този празник произхожда от Каталуня, където на 23 април, деня на св. Георги Победоносец, традиционно се подарява книга.